# Friedrich Bertram Sixt von Armin
Pour les articles homonymes, voir Sixt von Armin.
Friedrich Bertram Sixt von Armin, né le 27 novembre 1851 et décédé le 30 septembre 1936, est un général prussien qui participe à la guerre franco-allemande de 1870 et à la Première Guerre mondiale. Au cours de cette dernière il participe à de nombreuses batailles sur le front de l'Ouest, notamment aux batailles de Passchendaele et de la Lys.

## Biographie

### Premières années
Sixt von Armin est né le 27 novembre 1851 à Wetzlar en province de Rhénanie. Après l'obtention de son baccalauréat, il rejoint comme cadet le 4e régiment de grenadiers de la Garde, il est grièvement blessé lors de la guerre franco-prussienne à la bataille de Saint-Privat. Il est promu lieutenant et reçoit la croix de fer 2e classe.
Il est promu adjudant dans son régiment, puis à la 3e brigade d'infanterie de la Garde. En 1884, il sert à l'état-major général. Il devient capitaine d'état-major à la 22e division d'infanterie cantonnée à Cassel. Il est par la suite commandant de compagnie au 2e régiment de grenadiers de la Garde, puis premier officier d'état major au 7e corps d'armée à Münster. Il obtient le grade de major et commande un bataillon au 36e régiment de fusiliers. Promu au grade de lieutenant-colonel en 1897, il est chef d'état-major du 13e corps d'armée royal wurtembergeois.
En 1900, Sixt von Armin est colonel et reçoit le commandement du 55e régiment d'infanterie. En 1901, il est nommé chef d'état-major du corps de la Garde. En 1903, le major-général Sixt von Armin assume le poste de directeur du Département de la Guerre au ministère de la Guerre. Il est promu au grade de lieutenant-général, en 1906. En 1908, Sixt von Armin devient commandant de la 13e division à Munster. En 1911, il prend la succession de Paul von Hindenburg comme commandant du 4e corps d'armée à Magdebourg. En 1913, il est promu général der Infanterie.

### Première Guerre mondiale
Au début de la Première Guerre mondiale, le 4e corps commandé par Sixt von Armin fait partie de la 1re armée sur le front occidental. Ce corps d'armée participe aux batailles de Mons, du Cateau contre les troupes britanniques du BEF. Il participe au cours de la bataille de la Marne aux combats sur l'Ourcq. Sixt von Armin, toujours à la tête du 4e corps d'armée, combat lors des batailles de La Bassée en novembre 1914, d'Arras, d'Artois en mai 1915 et de la Somme en juillet 1916. À cette occasion, il est recommandé par Fritz von Below pour recevoir l'ordre Pour le Mérite qu'il obtient le 10 août 1916.
Le 1er mars 1917, Sixt von Armin devient commandant de la 4e armée. À la tête de cette armée, il livre des batailles défensives sur le front des Flandres notamment lors de la bataille de Passchendaele. Il reçoit le surnom de « Lion des Flandres ». Il est récompensé par l'ordre de l'Aigle noir et par la distinction Pour le Mérite avec feuilles de chêne sur demande de Hindenburg.
Sixt von Armin est toujours à la tête de la 4e armée allemande en 1918, il prend part au prolongement de la bataille de la Lys en s'emparant des monts de Flandres le 25 avril 1918. Pour les résultats de son offensive, le roi de Saxe lui remet le 7 mai 1918 la Croix de Commandeur de 1re classe de l'Ordre militaire de Saint-Henri.
Après les succès alliés de l'été, Sixt von Armin replie la 4e armée sur une ligne de défense entre la ville d’Anvers et la Meuse. À la suite de la signature de l'armistice le 11 novembre 1918, il rapatrie le groupement d'armées qu'il dirige en Allemagne pour les démobiliser à Paderborn. Il démissionne ensuite de l'armée le 2 janvier 1919.

### Après guerre
Après la guerre, Sixt von Armin vit à Magdebourg, dans la province de Saxe. Il fait de fréquentes apparitions publiques comme conférencier. Il meurt le 30 septembre 1936 à Magdebourg, il est enterré avec tous les honneurs militaires.

## Distinctions et honneur
- Croix de fer 2e classe.
- Pour le Mérite le 10 août 1916, avec feuilles de chêne en 1917.
- Ordre de l'Aigle noir.
- Croix de Commandeur de 1re classe de l'Ordre militaire de Saint-Henri.

À Magdebourg en 1928 et 1933, une rue et une caserne ont été nommées Sixt von Armin. Après 1945, les noms de cette caserne et de cette rue sont à nouveau modifiés. Dans sa ville natale de Wetzlar, on trouve une rue Sixt von Armin.